# 헤오르허 헨드릭 브라이트너
헤오르허 헨드릭 브라이트너(네덜란드어: George Hendrik Breitner, 1857년 9월 12일 – 1923년 6월 5일)는 네덜란드의 화가 겸 사진가다. 암스테르담 인상파의 주요 인물로, 거리 풍경과 항구를 사실적으로 묘사한 그림으로 유명하다.

## 생애
1857년 로테르담에서 곡물상의 아들로 태어났다. 14살이 되던 해 학교를 떠나 사무 보조 일을 맡았다. 어렸을 때 말이나 전쟁 장면 등을 무수히 그리던 브라이트너는 드로잉 수업을 받은 적이 있는데, 재능을 알아본 교사의 권유로 헤이그 드로잉 아카데미를 거쳐 헤이그 왕립예술원에 입학하게 된다. 이때 급진적인 행동을 이유로 퇴학당하고 여러 학교를 전전하다 라익스아카데미를 다니게 된다.
1884년 파리 체류는 그의 후기 회화에 큰 영향을 미쳤다. 하지만 정확히 어떤 작품을 보고 배웠는지는 여전히 불분명하다. 한 예술가 지인은 파리의 도시 풍광이 그에게 많은 영향을 미쳤다고 언급한 바 있다. 브라이트너가 당시 그린 《몽마르트의 말》은 특유의 강렬한 감정과 어두운 삶의 감상을 보여준다. 이 작품은 후에 네덜란드에서 다시 그려졌다.

## 경제적 어려움
암스테르담에서 국제적인 미술상과 계약을 맺었음에도 불구하고, 브라이트너는 만성적인 생활고에 시달렸다. 8,100 길더라는 거금에 판매된, 그러나 평단에서 브라이트너 답지 못하다고 비판받은 한 작품에 대해 다음과 같이 말했다.
'상류층 여성을 그렸다는 사실을 지적하는 건가요? 거기에 대해서는 거짓말하지 않겠습니다. 그건 제 화상 때문입니다. 원래는 하녀를 그렸지만, 제 대리인은 더 세련된 인물을 선택하는 것이 더 좋을 것이라고 하더군요. 그리고 분명 그가 맞았나 봅니다. 그런데, 저는 그 돈이 정말 필요합니다 - 저는 종종 금전적인 어려움을 겪곤 합니다.'

## 영향
브라이트너가 네덜란드에 소개한 사회적 사실주의는 프랑스의 쿠르베와 마네가 일으켰던 것에 비견되는 파장을 불러왔다.
암스테르담 시민들은 우중충한 날씨를 "Breitnerweer" (브라이트너 날씨)라고 부른다는 네덜란드 유머에서 그의 영향력을 엿볼 수 있다.

## 미술 시장에서

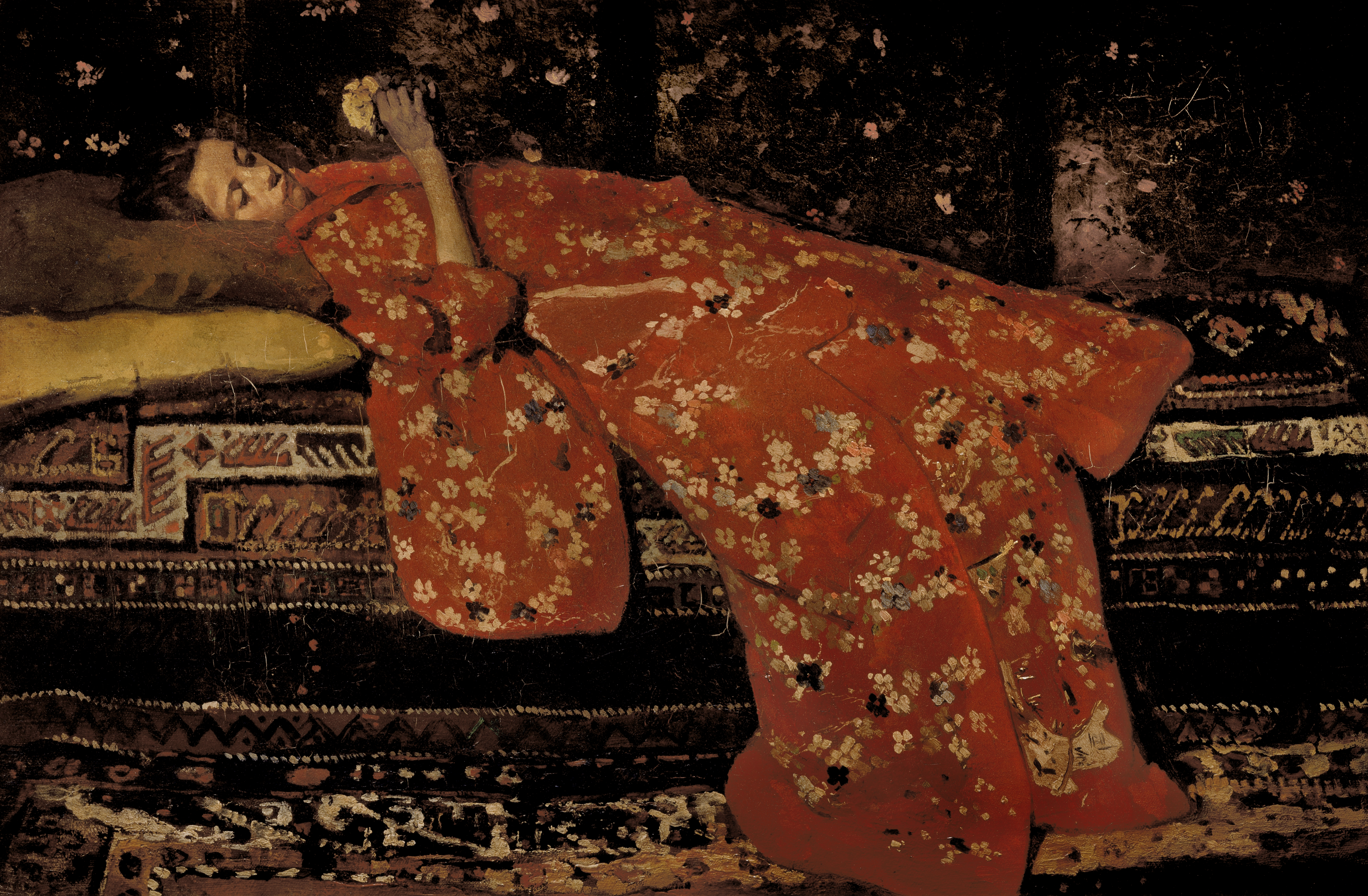
붉은 기모노를 입은 소녀

2003년 10월 암스테르담에서 열린 크리스티스 경매에서 《붉은 기모노를 입은 소녀》가 582,450 유로에 판매되었다. 작품의 모델은 침대 위에 누워 빨간색과 흰색 기모노를 입은 소녀로, 브라이트너가 7점의 작품에서 반복적으로 다룬 바 있다. 해당 작품은 네덜란드 자포니즘의 대표작으로 평가받는다.
2007년 10월, 크리스티스 암스테르담 경매에서 판매된 《암스테르담 운하를 따라 산책하는 아름다운 여인》은 760,250 유로를 기록했다. 작품은 암스테르담의 관광 명소를 다루고 있으며, 브라이트너의 일반적인 색감보다는 밝은 특징을 지녔다. 여전히 그가 영향을 주고 받은 프랑스 화가들의 작품과 비교하면 절제된 색을 보인다.